# Samuel Rinnah Van Sant

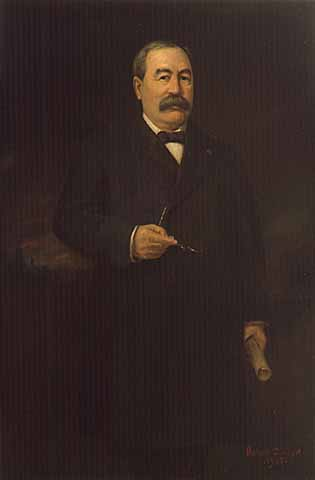
Samuel Rinnah Van Sant

Samuel Rinnah Van Sant (* 11. Mai 1844 in Rock Island, Illinois; † 3. Oktober 1936 in Attica, Indiana) war ein US-amerikanischer Politiker und von 1901 bis 1905  Gouverneur des Bundesstaates Minnesota.

## Frühe Jahre
Samuel Van Sant besuchte die öffentlichen Schulen seiner Heimat. Anschließend studierte er zwei Jahre lang am Knox College, ehe er in den väterlichen Betrieb eintrat, in dem Dampfschiffe gebaut wurden. Während des Bürgerkriegs war er Korporal in einer Einheit aus Illinois.

## Politische Laufbahn
Van Sant wurde Mitglied der Republikanischen Partei. Von 1893 bis 1895 war er Abgeordneter im Repräsentantenhaus von Minnesota. Im Jahr 1895 wurde er als Nachfolger von William E. Lee Speaker dieser Parlamentskammer. Am 6. November 1900 wurde er zum neuen Gouverneur seines Staates gewählt. Dabei setzte er sich mit 48,7 Prozent der Stimmen knapp gegen den demokratischen Amtsinhaber John Lind durch. Van Sant trat sein Amt am 7. Januar 1901 an. In seiner Amtszeit wurde eine Steuerreform durchgeführt und ein Kontrollausschuss ins Leben gerufen. Im Jahr 1904 bewarb sich Van Sant nicht um eine Wiederwahl. Daher schied er am 4. Januar 1905 aus seinem Amt aus.

## Weiterer Lebenslauf
Nach dem Ende seiner Gouverneurszeit zog sich Van Sant aus der Politik zurück. Er war Mitglied der Veteranenvereinigung Grand Army of the Republic, als deren Leiter er zwischen 1909 und 1910 fungierte. Gouverneur Van Sant starb am 3. Oktober 1936. Mit seiner Frau Ruth Hall hatte er drei Kinder.